# أوسكار سانشيز فوينتيس
أوسكار سانشيز فوينتيس (بالإسبانية: Óscar Sánchez Fuentes) (19 ديسمبر 1979 بمرسية في إسبانيا - ) هو لاعب كرة قدم إسباني في مركز الدفاع. لعب مع أتلتيكو مدريد ب وريال بلد الوليد وريال خاين وريال مورسيا ونادي بطليوس وأتلتيكو مدريد ج.

## وصلات خارجية
- أوسكار سانشيز فوينتيس على موقع قاعدة بيانات كرة القدم.إي يو (الإنجليزية)
- أوسكار سانشيز فوينتيس على موقع Soccerway.com (الإنجليزية)
- أوسكار سانشيز فوينتيس على موقع AS.com (الإسبانية)